# 克麗斯塔·哈里遜謀殺案
克麗斯塔·利亞·哈里遜謀殺案（英語：Murder of Krista Lea Harrison）於1982年7月17日在美國俄亥俄州馬歇爾維爾發生，本案經過調查兩年後仍然未尋獲兇手，直至1984年，44歲的羅伯·安東尼·布爾（Robert Anthony Buell）才被判決犯下謀殺罪行。哈里遜案曾經在電視節目《科學辦案檔案》的《物證：克麗斯塔·哈里遜案》上亮相。

## 謀殺
11歲的克麗斯塔·哈里遜（Krista Lea Harrison）當時正和朋友在公園附近撿垃圾，此時，長髮及肩的布爾走到她附近，在她耳朵旁竊竊私語後，將她帶進自己的車廂。6日後，哈里遜的遺體被發現，看似曾經被勒及強暴。
哈里遜的遺體埋葬在馬歇爾維爾楓樹林公墓。

## 逮捕
1984年，28歲的德博拉·戴維斯在加油站工作時被羅伯·安東尼·布爾綁架。布爾之後將戴維斯在床上五花大綁，並且將其強暴。惟布爾外出離開上班後，戴維斯成功逃出，並且向警察報案。警察及後對照了哈里遜遺體上的化纖地毯及布爾貨車上的地毯的纖維，得出兩者相同。布爾後來被俄亥俄州法院判處死刑，於2002年以注射毒藥被處決。

## 相關案件
雖然證據顯示布爾在死前還殺害了另外兩名女子，惟他從來未因而被起訴。
- 12歲的蒂娜·瑪麗·哈蒙（英语：Tina Marie Harmon）於1981年在強姦後被姦後殺，當哈蒙衣服上的DNA被取出以測試比對後，發現證據都指向布爾涉及案件。[2]
- 1983年，10歲的德博拉·凱伊·史密斯被姦後殺，其遺體上的蠟油被發現與布爾家中的蠟燭相同。[6]

作家詹姆士·雷納在其多本書中暗示自己認為布爾之姪子──小拉爾夫·勞斯，可能與上述4宗案子有些許關連。